# آنتس لمتس
آنتس لمتس (استونیایی: Ants Leemets; ۲۳ ژوئن ۱۹۵۰ – ۲۳ نوامبر ۲۰۱۹) مدیر موزه، سیاستمدار و نماینده مجلس اهل استونی بود. وی بین سال‌های ۱۹۹۲ تا ۲۰۱۹ میلادی فعالیت می‌کرد.